# Classe Luigi Durand de la Penne
La classe Luigi Durand de la Penne est la quatrième classe de destroyers italiens construite après-guerre pour la marine de guerre italienne.  
Cette classe de destroyers lance-missiles sol-sol et antinavire est la première à être équipée d'une propulsion de type  combinée Diesel ou gaz (acronyme CODOG en anglais).

## Histoire
Cette série, baptisée en hommage à Luigi Durand de la Penne devait compter quatre unités, mais seulement deux furent construits.  
Deux autres unités furent réalisées dans le nouveau projet de coopération franco-italienne de classe Horizon, frégates de défense aérienne d'un groupe aéronaval.

## Unités
| Nom                      | N° coque | Chantier                   | Lancement       | Service effectif | Fin de service | Photo |
| ------------------------ | -------- | -------------------------- | --------------- | ---------------- | -------------- | ----- |
| Luigi Durand de la Penne | D560     | Fincantieri à Riva Trigoso | 20 octobre 1989 | 18 mars 1993     | en service     |       |
| Francesco Mimbelli       | D561     | Fincantieri à Riva Trigoso | 13 avril 1991   | 18 octobre 1993  | en activité    |       |